# Obchodná (Bratislava)
Obchodná (původně Schöndorfská ulice, za první republiky Uherská, po válce Molotovova, německy Schöndorfergasse, maďarsky Széplak utca) je ulice ve Starém Městě v Bratislavě, téměř v historickém centru města. Nachází se v prodloužení Michalské ulice a končí u Kollárova náměstí.
Ulice vznikla jako hlavní ulice bývalého Schöndorfského předměstí a vedla od Michalské brány k Schöndorfské bráně, umístěné na vnějším palisádovém opevnění města. Domy zde pocházejí přibližně z 18. století až po současnost.
Název dostala pravděpodobně kvůli skutečnosti, že je to jedna z centrálních ulic v Bratislavě a prakticky po celé délce je tvořena obchodními a restauračními provozy. Je součástí celoměstského korza. V letech 2005 a 2006 byla kompletně zrekonstruována, přičemž byla vyměněna dlažba na celé ulici, jakož i koleje tramvajové trati.
Nedaleko známého hotelu Crowne Plaza se plynule křižuje s Poštovní ulicí, která je v současnosti přestavěna na pěší zónu, čímž na tomto místě vytváří reprezentační městského prostranství, vhodného k procházkám a odpočinku.

## Galerie

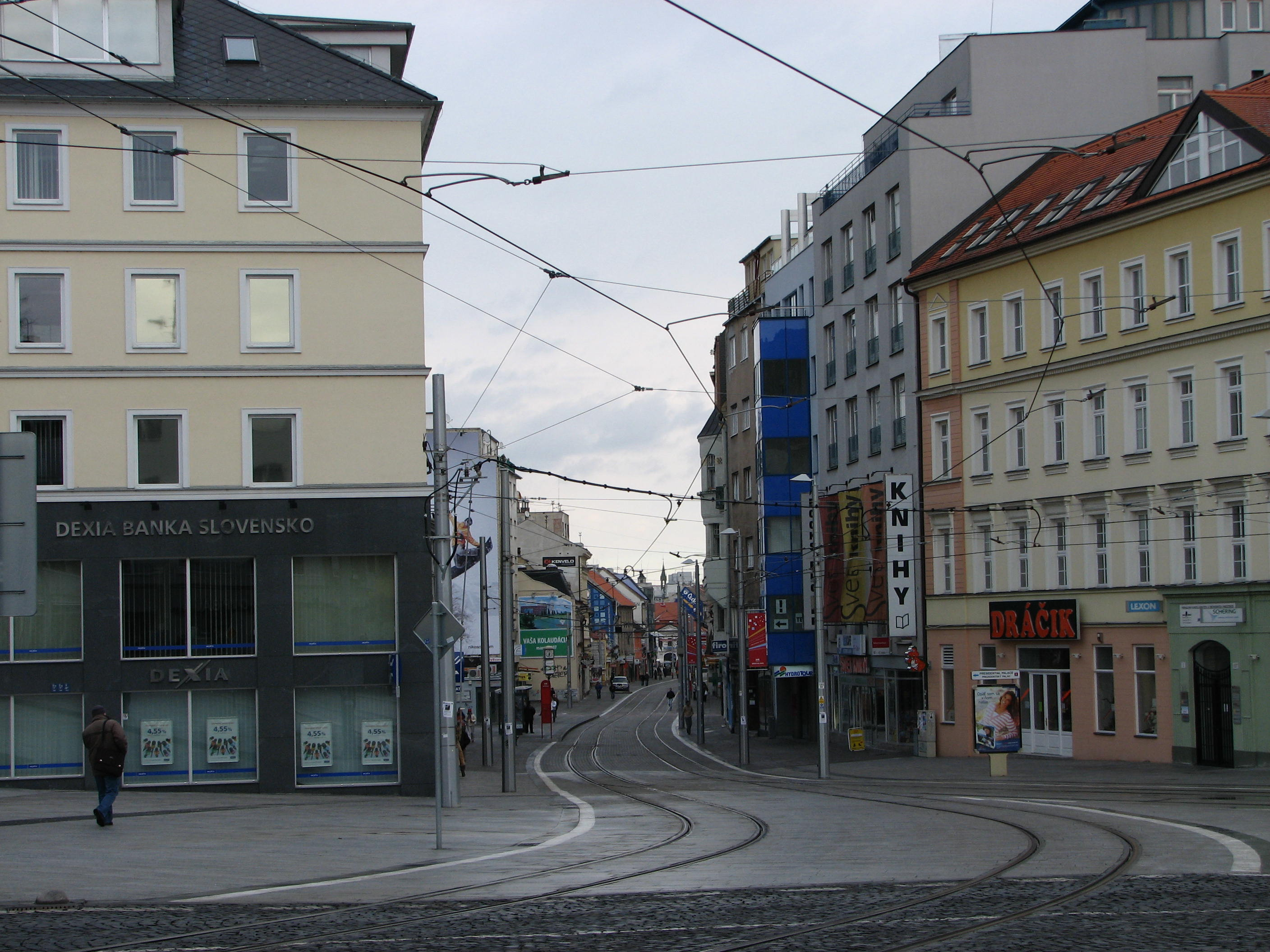
Obchodní z jihozápadní strany
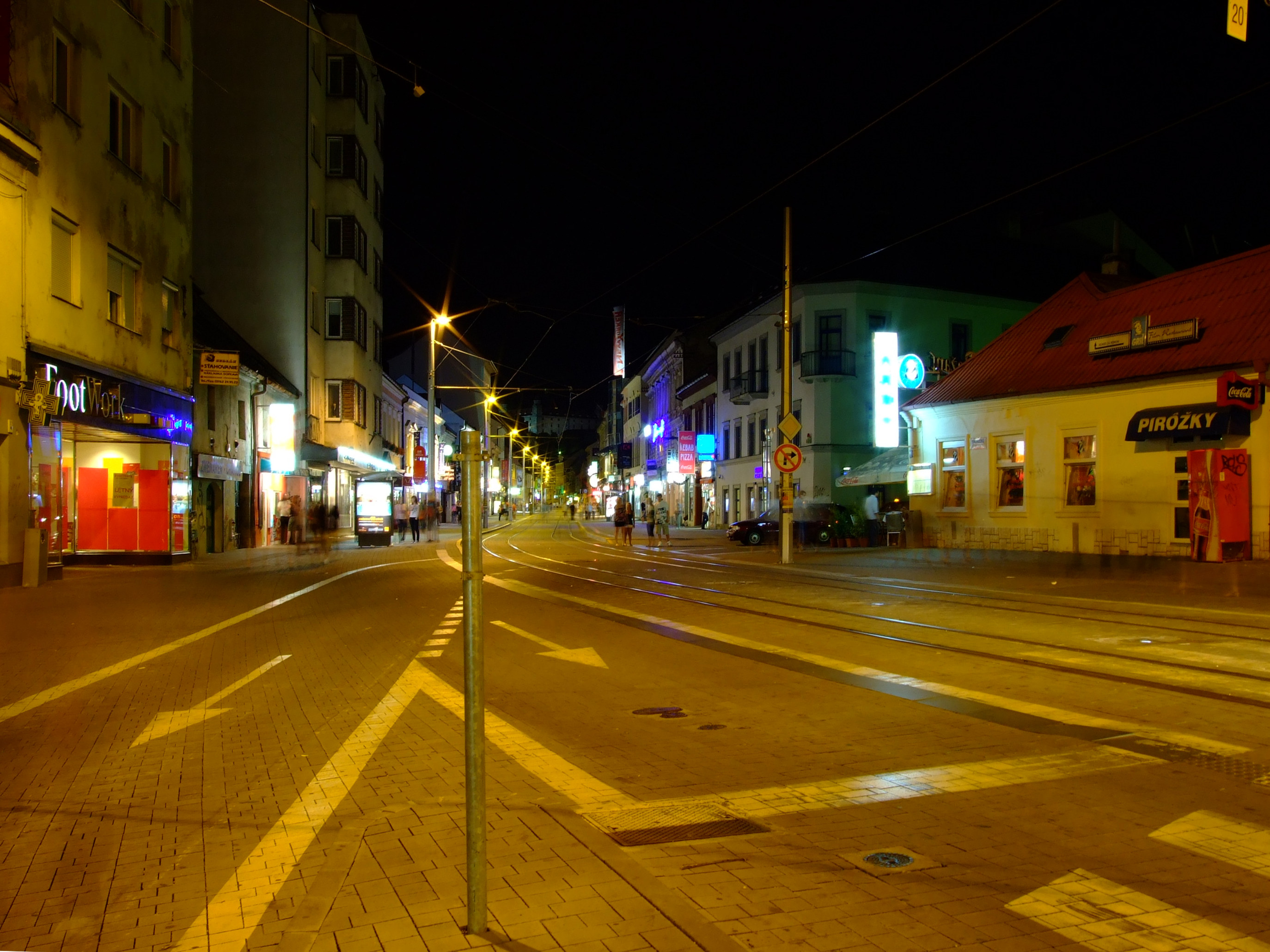
Obchodní v noci
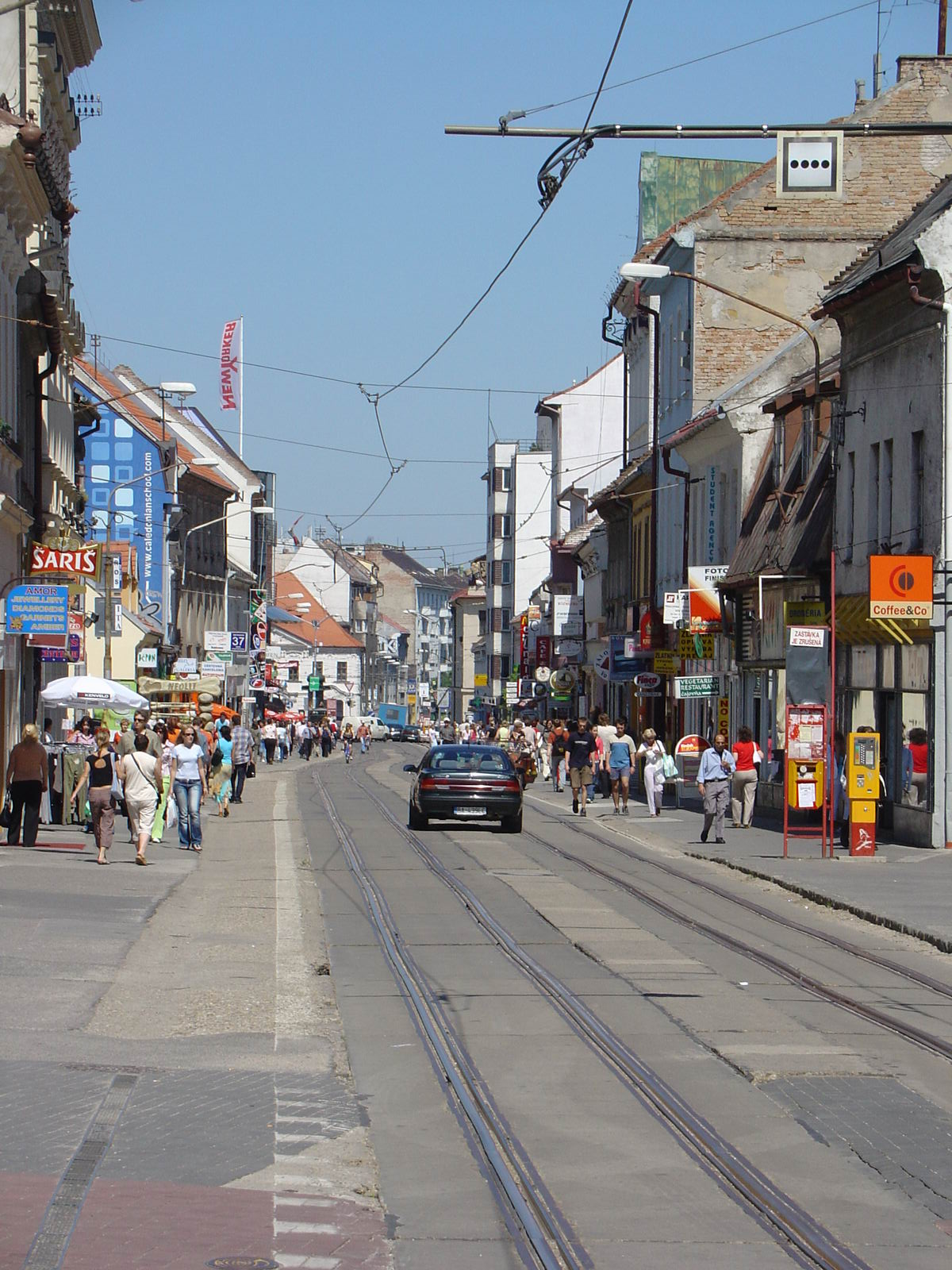
Obchodní v roce 2005, před kompletní rekonstrukcí